# Batalla de Niså
La Batalla de Niså (danés: Slaget ved Niså) fue un conflicto armado naval entre las fuerzas vikingas noruegas del rey Harald Hardrada y danesas del rey Sweyn Estridsson el 9 de agosto de 1062.
Tras obtener el poder como único monarca de Noruega en 1047, en rey Harald reclamó la corona de Dinamarca sin tener en cuenta que Magnus I de Noruega había designado a Svend como su sucesor en aquel país. A partir de 1048, Harald lanzó esporádicas incursiones hacia las costas danesas en un intento de forzar a Svend a abandonar Dinamarca; aunque los ataques solían tener éxito no consiguió el objetivo de conquistar el país, hasta que llegó el enfrentamiento decisivo en 1062.
Según la obra de Snorri Sturluson, el lugar y el momento para la batalla había sido concertado de antemano, pero Svend no apareció a tiempo. Harald mandó regresar a las milicias de hombres libres (bóndaherrin, que componían la mitad de sus fuerzas) y solo mantuvo consigo a los vikingos más experimentados en la guerra. Cuando las naves se perdieron de vista, Svend apareció e inmediatamente se enfrentó a Harald, que mantuvo su nave (drekanum) en el centro de la formación, manteniendo unida su flota para evitar la dispersión entre sus líneas. Harald entonces posicionó al jarl Håkon Ivarsson y sus tropas de Trøndelag en los flancos. Svend usó la misma táctica, pero a diferencia de Harald mantuvo a su jarl Finn Arnesson junto a él, en lugar de comandar los flancos. La batalla duró toda la tarde hasta bien entrada la noche. Ambas partes se alternaban en los ataques, hasta que el jarl Håkon lanzó sus naves hacia las debilitadas tropas danesas de los flancos. Svend no tenía tropas de refuerzo, y sus tropas fueron derrotadas en el ocaso del día. 70 naves danesas quedaron «vacías de hombres» (aniquiladas) y el resto lograron escapar. El jarl Finn siguió luchando hasta su captura, y Svend abandonó su nave saltando al agua, pero fue rescatado por el jarl noruego Håkon (antiguo aliado de Svend, aunque era un hecho desconocido para Harald).
Según las crónicas contemporáneas, el verdadero héroe de la batalla fue el jarl Håkon, para todos incluido Harald, pero cuando descubrió el rey noruego la traición del rescate perdió el favor real pese a que el jarl dijo que Svend estaba disfrazado y no le reconoció en un primer momento.